# Одинеры
Одине́ры (лат. Odynerus) — род одиночных ос (Eumeninae). Более 40 видов.

## Распространение
Палеарктика (около 40 видов), Неарктика (4 вида), Афротропика (3 вида).

## Описание
Гнезда в земле, имеют вход с трубочкой из комочков глины. Охотятся на личинок жуков-долгоносиков и листоедов, гусениц мелких видов чешуекрылых.

## Систематика
Более 40 видов в нескольких подродах (Allogymnomerus, Odynerus, Spinicoxa). Для СССР указывалось 18 видов.
- Odynerus albopictus Saussure, 1856
- Odynerus albopictus albopictus Saussure, 1856
- Odynerus albopictus calcaratus (Morawitz, 1885)
- Odynerus alpinus von Schulthess, 1897
- Odynerus annulicornis (Bluethgen, 1956)
- Odynerus consobrinus Dufour, 1839
- Odynerus dilectus Saussure, 1870
- Odynerus cruralis Saussure, 1856
- Odynerus dusmeticus Giner, 1945
- Odynerus eburneofasciatus Dusmet, 1903
- Odynerus ezechiae von Schulthess, 1924
- Odynerus femoratus Saussure, 1856
- Odynerus indecoratus Giordani Soika, 1962
- Odynerus melanocephalus (Gmelin in Linnaeus, 1790)
- Odynerus melanocephalus cypriacus
- Odynerus mutilatus Gusenleitner, 1977
- Odynerus navasi Dusmet, 1903
- Odynerus permutatus Gusenleitner, 1991
- Odynerus poecilus Saussure, 1856
- Odynerus reniformis (Gmelin in Linnaeus, 1790)
- Odynerus rotundigaster Saussure, 1853
- Odynerus serricrus (Bluethgen, 1963)
- Odynerus simillimus Morawitz, 1867
- Odynerus spinipes (Linnaeus, 1758)
- Odynerus wilhelmi Dusmet, 1917